# Cztery żony
Cztery żony (ang. Four Wives) – amerykański melodramat z 1939 roku, w którym wystąpiła Priscilla Lane, Gale Page, Claude Rains, Eddie Albert oraz John Garfield. Film został wyreżyserowany przez Michaela Curtiza. Obraz jest kontynuacją Czterech córek (1938), po których na ekrany kin weszła produkcja Four Mothers (1941).

## Obsada
- Priscilla Lane – Ann Lemp Dietz
- Rosemary Lane – Kay Lemp
- Lola Lane – Thea Lemp Crowley
- Gale Page – Emma Lemp Talbot
- Claude Rains – Adam Lemp
- Jeffrey Lynn – Felix Dietz
- Eddie Albert – Clint Forrest junior
- May Robson – Aunt Etta
- Frank McHugh – Ben Crowley
- Dick Foran – Ernest Talbot
- Henry O’Neill – Clinton Forrest senior
- John Garfield – Mickey Borden
- Vera Lewis – pani Ridgefield
- John Qualen – Frank
- George Reeves – pracownik laboratorium (niewymieniony w czołówce)